# Comfort Letter
Der Comfort Letter (oder Letter of Comfort; deutsch sinngemäß „Patronatserklärung“) ist im Finanzwesen der Anglizismus für eine Bescheinigung, die einen Sachverhalt, eine Finanzanalyse oder eine Wirtschaftsprüfung bestätigt.

## Allgemeines
Regelmäßig wird bei Börsengängen von börsennotierten Unternehmen vom Wirtschaftsprüfer des Emittenten die Ausstellung eines Comfort Letter verlangt. Hierbei handelt es sich um ein Schreiben des Wirtschaftsprüfers, mit dem das Ergebnis einer Sonderprüfung zu Unternehmensdaten des Emittenten, die Eingang in einen Wertpapierprospekt finden sollen, zusammengefasst wird. Empfänger des Schreibens sind der Emittent und dessen Konsortialführer. Der Comfort Letter dient wegen der Prospekthaftung dem Nachweis, dass der Prospekt mit Sorgfalt erstellt wurde. Dies entspricht im angelsächsischen Sprachraum dem due diligence defense.

## Rechtsfragen
Gemäß § 3 WpPG ist ein Emittent von Wertpapieren, die an einem organisierten Markt angeboten werden sollen, verpflichtet, einen Wertpapierprospekt zu erstellen, der der Information der Anleger und dem Anlegerschutz dient. So muss der Prospekt bei einer Aktienemission etwa die letzten drei Jahresabschlüsse der Gesellschaft enthalten. Spezialregelungen in anderen Gesetzen dehnen diese Pflicht auch auf Anleiheemissionen und bestimmte Emissionen am Grauen Kapitalmarkt aus.
Auftraggeber des Comfort Letter ist der Emittent, Auftragnehmer sein Wirtschaftsprüfer. Für dieses Auftragsverhältnis und den Comfort Letter gibt es keine gesetzlichen Regelungen. Üblich ist jedoch die Einbeziehung des Prüfungsstandards PS 910, der vom IDW 2004 veröffentlicht wurde. Der Comfort Letter bezieht sich zunächst auf vergangene Jahresabschlüsse des Emittenten, die mit einem Bestätigungsvermerk versehen sind. Es folgt die Würdigung des Zwischenabschlusses, die Befragung der für das Rechnungswesen zuständigen Manager sowie die Auswertung der Protokolle von Vorstands- und Aufsichtsratssitzungen. Das Schreiben befasst sich danach vor allem mit den noch nicht testierten Unternehmensdaten. Der Wirtschaftsprüfer haftet für die Richtigkeit seiner Angaben im Comfort Letter gegenüber dem Emittenten und dem Bankenkonsortium.

## Sonstiges
Außerhalb der Börse ist der Comfort Letter bei Finanzkontrakten die schriftliche Erklärung einer Vertragspartei an die andere Partei, bestimmte, im Vertragstext nicht eigens genannte Details als in den Vertrag eingeschlossen zu betrachten. Auch die Erklärung einer Muttergesellschaft an den Kreditgeber ihrer Tochtergesellschaft, für die Tilgung Sorge zu tragen, wird als Comfort Letter bezeichnet (siehe Patronatserklärung).

## International
In den USA entspricht der vom „American Institute of Certified Public Accountants‘ Statement on Auditing Standards“ herausgegebenen Standard SAS 76 und SAS 86 dem Comfort Letter. Die Due Diligence Defense untersucht die aktuellen tatsächlichen, finanziellen, wirtschaftlichen, rechtlichen und steuerrechtlichen Verhältnisse des Emittenten.